# Гвен Стейси (Spider-Verse)
Гвен Стейси (англ. Gwen Stacy), или же Женщина-паук (англ. Spider-Woman) — вымышленный персонаж серии анимационных фильмов «Spider-Verse», основанной на одноименном персонаже Marvel Comics Джейсона Латура и Робби Родригеса.
Впервые персонаж дебютировал в анимационном фильме 2018 года «Человек-паук: Через вселенные», и был озвучен Хейли Стайнфелд. Актриса повторила свою роль в продолжении 2023 года — «Человек-паук: Паутина вселенных».

## Появления

### За пределами вселенных
В июне 2023 года Лорд и Миллер заявили, что в новой части франшизы Гвен встретит различные версии себя, назвав один конкретный вариант «неотъемлемым для сюжета».

### Женщина паук
В ноябре 2018 года было объявлено о запуске спин-офф фильма, во вселенной «Spider-Verse» с женским составом на первом плане. В августе 2019 года было подтверждены что история будет сфокусирована на «Женщинах пауках», а также о введении в историю персонажа Джессики Дрю и Синди Мун соответственно. В мае 2023 года продюсер Ави Арад подтвердил, что основная история будет сфокусирована на Гвен Стейси.

## Критика
Расширенная роль Гвен в сиквеле получила высокую оценку критиков. Жермен Люссье из Gizmodo отметил, что начиная с первой сцены фильма становится ясно, что это «не только история о Майлзе Моралесе, но и также о Гвен Стейси» добавив, что фильм побудит зрителей стать фанатами Гвен, если они еще этого не сделали.
В топе «10 самых могущественных людей-пауков по показателю силы» составленный сайтом Collider Гвен Стейси поместили на 9 место. В аналогичном топе составленным уже среди всех персонажей вселенной Spider-Verse, Гвен поместили на 7 место.